# مارکو بلترامی
مارکو بلترامی (به انگلیسی: Marco Beltrami) متولد ۷ اکتبر ۱۹۶۶) یک آهنگساز و رهبر ارکستر اهل آمریکا است. وی سازنده موسیقی بسیاری از آثار تلویزیونی و سینمایی است و بیشتر به خاطر فعالیتش در زمینه فیلم‌های ترسناک مانند میمیک (۱۹۹۷)، دانشکده (۱۹۹۸)، رزیدنت ایول (۲۰۰۲)، از تاریکی نترس (۲۰۱۱) و زن سیاه‌پوش (۲۰۱۲) معروف شده‌است. دوستی و همکاری طولانی مدت بلترامی و وس کریون باعث شد که بلترامی در هفت فیلم از فیلم‌های کریون که چهار فیلم آن مجموعه فیلم‌های جیغ را تشکیل می‌داد، آهنگسازی کند. بلترامی تا کنون دو بار نامزد دریافت جایزه اسکار شده‌است، و جایزه ستلایت بهترین موسیقی فیلم را به خاطر فیلم روح موج‌سوار دریافت کرده‌است.

## آثار

### فیلم‌ها

#### دهه ۱۹۹۰ میلادی
| سال  | عنوان                   | یادداشت        |
| ---- | ----------------------- | -------------- |
| ۱۹۹۴ | بازی مرگ                |                |
| ۱۹۹۵ | نجوا                    |                |
| ۱۹۹۵ | دوچرخه سوار             | فیلم کوتاه     |
| ۱۹۹۶ | غیرانسان نما            | فیلم تلویزیونی |
| ۱۹۹۶ | جیغ                     |                |
| ۱۹۹۷ | غریبه در خانه من        | فیلم تلویزیونی |
| ۱۹۹۷ | میمیک                   |                |
| ۱۹۹۷ | جیغ ۲                   |                |
| ۱۹۹۸ | هالووین اچ۲۰: ۲۰سال بعد | ناشناس         |
| ۱۹۹۸ | ۵۴                      |                |
| ۱۹۹۸ | دیوید و لیزا            | فیلم تلویزیونی |
| ۱۹۹۸ | دانشکده                 |                |
| ۱۹۹۹ | مرد منها                |                |
| ۱۹۹۹ | دیبت وند                | فیلم تلویزیونی |
| ۱۹۹۹ | فلورنتاین               | فیلم تلویزیونی |
| ۱۹۹۹ | سه‌شنبه‌ها با موری        | فیلم تلویزیونی |
| ۱۹۹۹ | پیاده‌روی در مصر         |                |

#### دهه ۲۰۰۰ میلادی
| سال  | عنوان                      | یادداشت                                                                                     |
| ---- | -------------------------- | ------------------------------------------------------------------------------------------- |
| ۲۰۰۰ | خداحافظ کازانوا            |                                                                                             |
| ۲۰۰۰ | کلاغ: رستگاری              |                                                                                             |
| ۲۰۰۰ | جیغ ۳                      |                                                                                             |
| ۲۰۰۰ | ثبت شده                    |                                                                                             |
| ۲۰۰۰ | مراقب                      |                                                                                             |
| ۲۰۰۰ | اتوبان ۳۹۵                 |                                                                                             |
| ۲۰۰۰ | دراکولا ۲۰۰۰               |                                                                                             |
| ۲۰۰۱ | چشم‌فرشته‌ای                 |                                                                                             |
| ۲۰۰۱ | لذت سواری                  |                                                                                             |
| ۲۰۰۲ | زندگی‌های خطرناک پسران آلتر |                                                                                             |
| ۲۰۰۲ | من دینا هستم               |                                                                                             |
| ۲۰۰۲ | رزیدنت ایول                | به اشتراک گذاشته شده با مرلین منسون                                                         |
| ۲۰۰۲ | تیغه ۲                     |                                                                                             |
| ۲۰۰۳ | دراکولا ۲: معراج           | فیلم ویدوئویی                                                                               |
| ۲۰۰۳ | نابودگر ۳: خیزش ماشین‌ها    |                                                                                             |
| ۲۰۰۴ | پسر جهنمی                  |                                                                                             |
| ۲۰۰۴ | من، ربات                   |                                                                                             |
| ۲۰۰۴ | پرواز فونیکس               |                                                                                             |
| ۲۰۰۵ | ملعون                      |                                                                                             |
| ۲۰۰۵ | سه ایکس: وضعیت اتحادیه     |                                                                                             |
| ۲۰۰۵ | سه تدفین ملکیداس استرادا   |                                                                                             |
| ۲۰۰۵ | چشم قرمز                   |                                                                                             |
| ۲۰۰۶ | جهان زیرین: تکامل          |                                                                                             |
| ۲۰۰۶ | طالع                       |                                                                                             |
| ۲۰۰۷ | اسارت                      |                                                                                             |
| ۲۰۰۷ | جایگزین                    |                                                                                             |
| ۲۰۰۷ | نامرئی                     |                                                                                             |
| ۲۰۰۷ | ۳:۱۰ به یوما               | نامزد - جایزه اسکار بهترین موسیقی فیلم نامزد - بهترین میکس صدا                              |
| ۲۰۰۷ | جان‌سخت ۴                   |                                                                                             |
| ۲۰۰۸ | چشم                        |                                                                                             |
| ۲۰۰۸ | سرگرمی                     |                                                                                             |
| ۲۰۰۸ | مکس پین                    |                                                                                             |
| ۲۰۰۸ | غریزه جنایت                | فقط غریزه جنایت: دشمن شماره یک مردم                                                         |
| ۲۰۰۹ | در مه الکتریکی             |                                                                                             |
| ۲۰۰۹ | مهلکه                      | نامزد - جایزه اسکار بهترین موسیقی فیلم نامزد - جایزه انجمن منتقدان فیلم برای بهترین آهنگساز |
| ۲۰۰۹ | پیشگویی                    |                                                                                             |

#### دهه ۲۰۱۰ میلادی
| ۲۰۱۰ | مردان رپو         |                                 |      |                |  |
| ۲۰۱۰ | جونا هکس          | به اشتراک گذاشته شده با مستودون |      |                |  |
| ۲۰۱۰ | روح من برای گرفتن |                                 |      |                |  |
| ۲۰۱۱ | غروب آفتاب محدود  | فیلم تلویزیونی                  |      |                |  |
| ۲۰۱۱ | روح موج‌سوار       | جایزه ستلایت بهترین موسیقی فیلم |      |                |  |
| ۲۰۱۱ | جیغ ۴             |                                 |      |                |  |
| ۲۰۱۱ | از تاریکی نترس    |                                 |      |                |  |
| ۲۰۱۱ | چیز               |                                 |      |                |  |
| ۲۰۱۲ | زن سیاه‌پوش        |                                 |      |                |  |
| ۲۰۱۲ | مشکل با منحنی     |                                 |      |                |  |
| ۲۰۱۲ | جلسات             |                                 |      |                |  |
| ۲۰۱۳ | بدن‌های گرم        |                                 |      |                |  |
| ۲۰۱۳ | جان‌سخت ۵          |                                 |      |                |  |
| ۲۰۱۳ | برف‌شکن            |                                 |      |                |  |
| ۲۰۱۳ | جنگ جهانی زد      |                                 |      |                |  |
| ۲۰۱۳ | ولورین            |                                 |      |                |  |
| ۲۰۱۳ | کری               | جایگزینی با جان پوول            |      |                |  |
| ۲۰۱۳ | مرد خانه          |                                 |      |                |  |
| ۲۰۱۴ | مرد نوامبر        |                                 |      |                |  |
| ۲۰۱۶ | خدایان مصر        | -                               | ۲۰۱۹ | تیری در تاریکی |  |
| ۲۰۲۱ | آشوب مدام         |                                 |      |                |  |

### تلویزیون
| سال       | عنوان | یادداشت |
| --------- | ----- | ------- |
| ۲۰۰۹–۲۰۱۱ | وی    | ۲۲ قسمت |